# 高雄市政府
高雄市政府，簡稱高市府，是中華民國高雄市最高層級的地方行政機關，在中華民國政府架構中為直轄市自治的行政機關，並同時負責執行中央機關委辦事項，高雄市的自治監督機關為行政院。
現今的高雄市政府為直轄市之行政機關，並依法接受高雄市議會的監督。高雄市於2010年12月25日由高雄縣與高雄市兩個縣市合併改制而來。作為地方自治團體之行政機關。辦公廳舍分設苓雅區（四維行政中心）與鳳山區（鳳山行政中心）二處。

## 沿革
高雄市政府的組織架構，最早可追溯至日治時代，於1924年高雄設市時所成立的「高雄市役所」，隸屬於高雄州。
- 1945年11月8日，國民政府接管高雄市；12月6日正式成立「高雄市政府[註 3]」，隸屬於臺灣省。
- 1947年二二八事件爆發後的3月7日，高雄要塞司令彭孟緝下令軍事鎮壓高雄，派軍隊包圍並掃射舊高雄市政府（今高雄市立歷史博物館），導致包含多名市參議員、士紳與職員等5、60人遭死亡。
- 1979年7月1日，「高雄市政府」升格為院轄市政府，脫離臺灣省政府所轄[註 4]。
- 2010年12月25日，高雄市和臺灣省轄高雄縣合併改制，重新組建成新的同名直轄市政府組織「高雄市政府」。
- 2017年1月1日，成立「高雄市專業文化機構」，為高雄市政府監督之行政法人，原文化局下轄二級機關高雄市立歷史博物館及高雄市電影館移交該法人機構，高雄市立美術館於同年7月1日移交該法人機構；「高雄市政府兵役局」併入高雄市政府民政局，成為民政局下轄之「高雄市兵役處」。
- 2017年9月1日，原文化局下轄二級機關高雄市立圖書館改制為行政法人，直接由高雄市政府負責督導。
- 2018年1月1日，成立「高雄流行音樂中心」，為高雄市政府監督之行政法人；成立「高雄市政府毒品防制局」，為高雄市政府下轄一級機關。
- 2018年9月1日，原高雄市政府秘書處改制為「高雄市政府行政暨國際處」，機關位階不變，同為高雄市政府下轄一級機關[註 5]。原教育局下轄二級機關「高雄市體育處」升格改制為「高雄市政府運動發展局」，為高雄市政府下轄一級機關[註 6]。
- 2019年10月1日，高雄市政府增設「高雄市政府青年局」，為其下轄之一級機關。
- 2020年6月6日，時任市長韓國瑜罷免案舉行投票，罷免通過。[1]6月12日，中央選舉委員會公告結果，韓國瑜正式解職，成為台灣地方自治史上首位遭罷免解職的縣市首長。6月12日，行政院任命楊明州擔任代理市長。8月15日，高雄市舉辦市長補選，民進黨候選人陳其邁當選，於8月24日就職。2022年九合一地方選舉選舉結果，陳其邁連任高雄市市長。
- 2023年7月1日，工務局成立下轄二級機關「高雄市政府工務局公園處」，將養護工程處所轄有關公園及路燈業務移交該機關辦理；原養護工程處改制為「高雄市政府工務局道路養護工程處」。[註 7]
- 2024年10月1日，原研究考核發展委員會下轄二級機關「高雄市政府資訊中心」改制為「高雄市政府資訊處」，仍為研考會所屬之二級機關。

## 市政府大樓

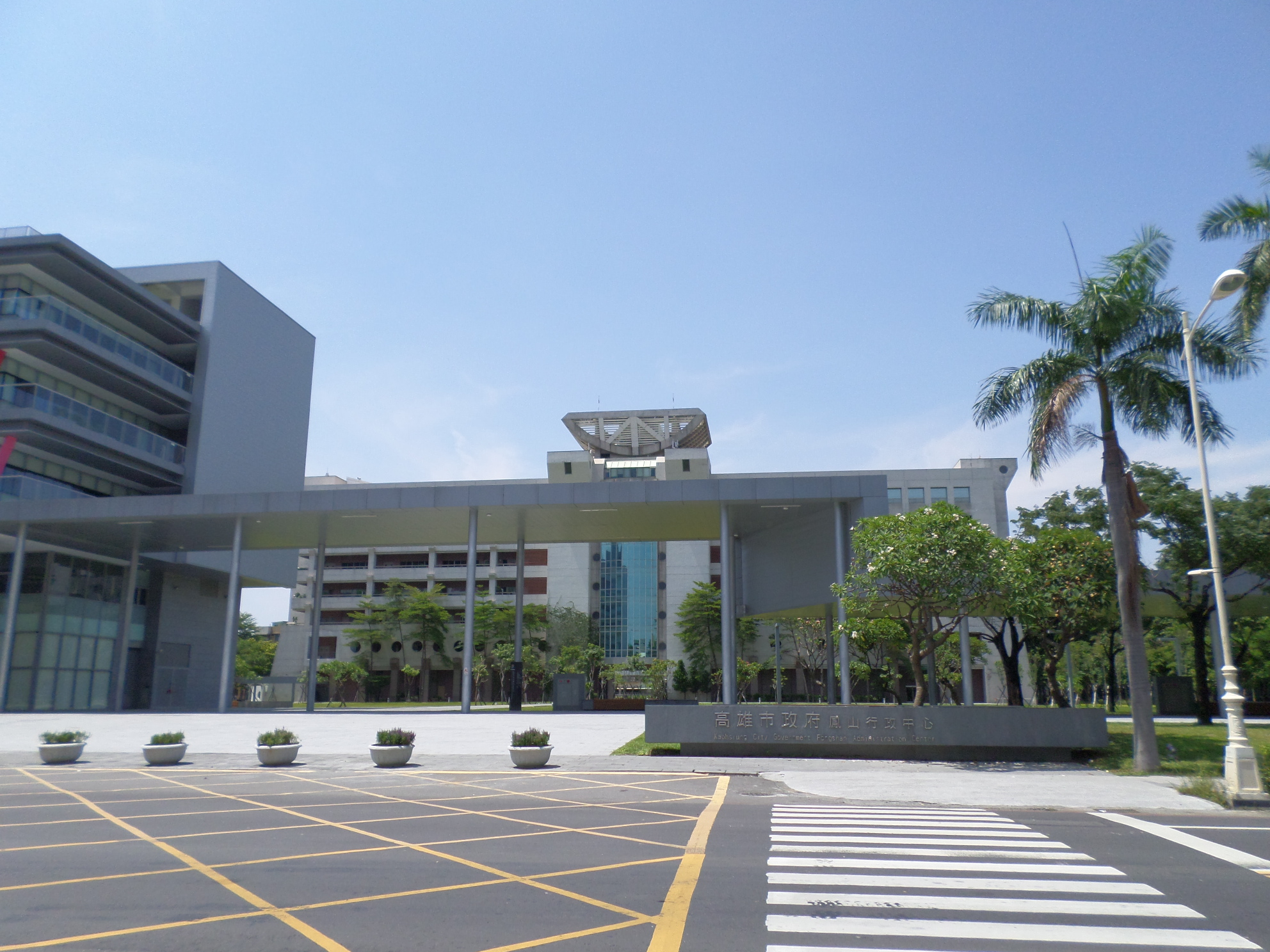
高雄市政府鳳山市政中心
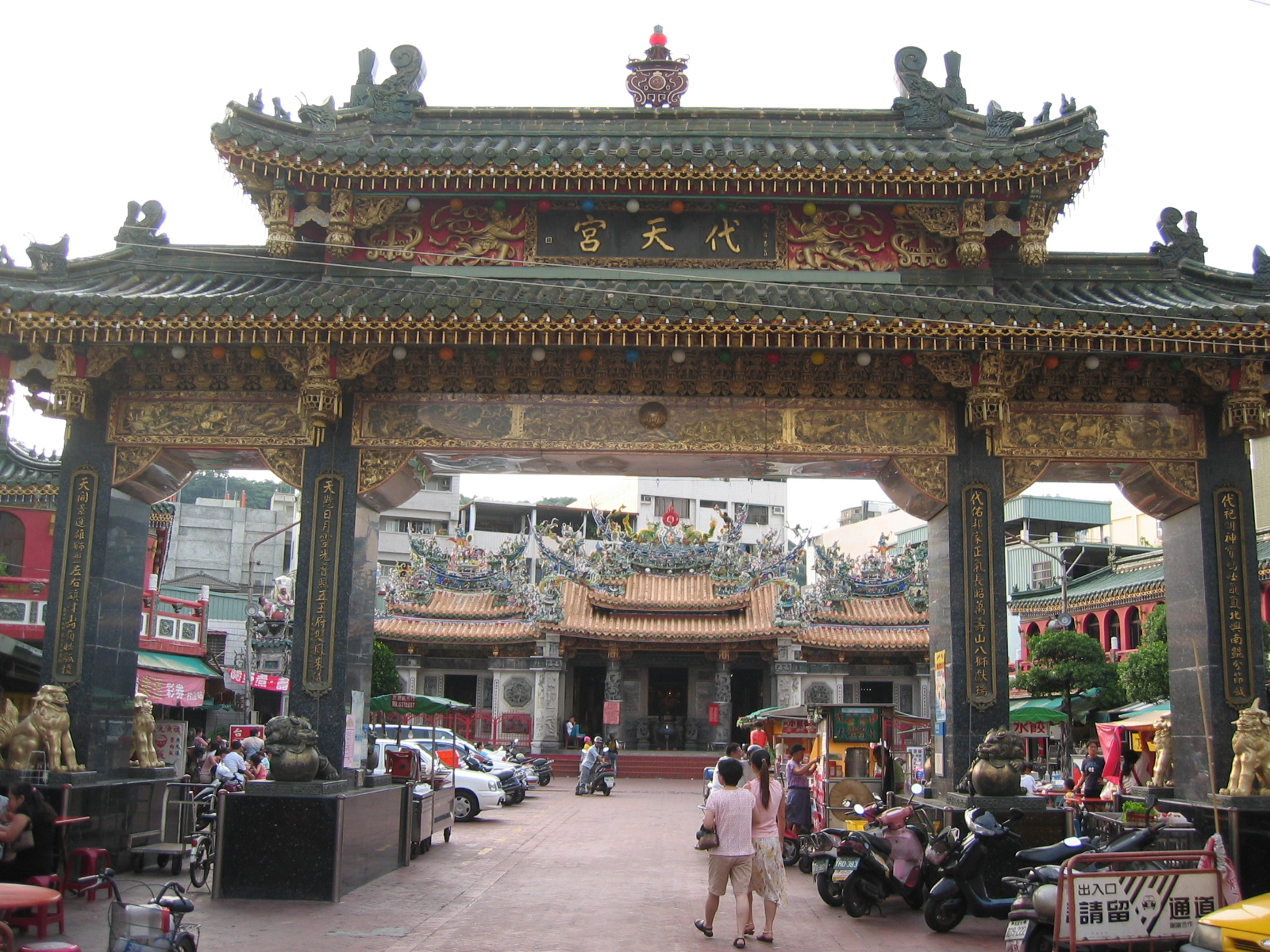
日治時期哈瑪星代天宮是高雄第一個市政府所在地
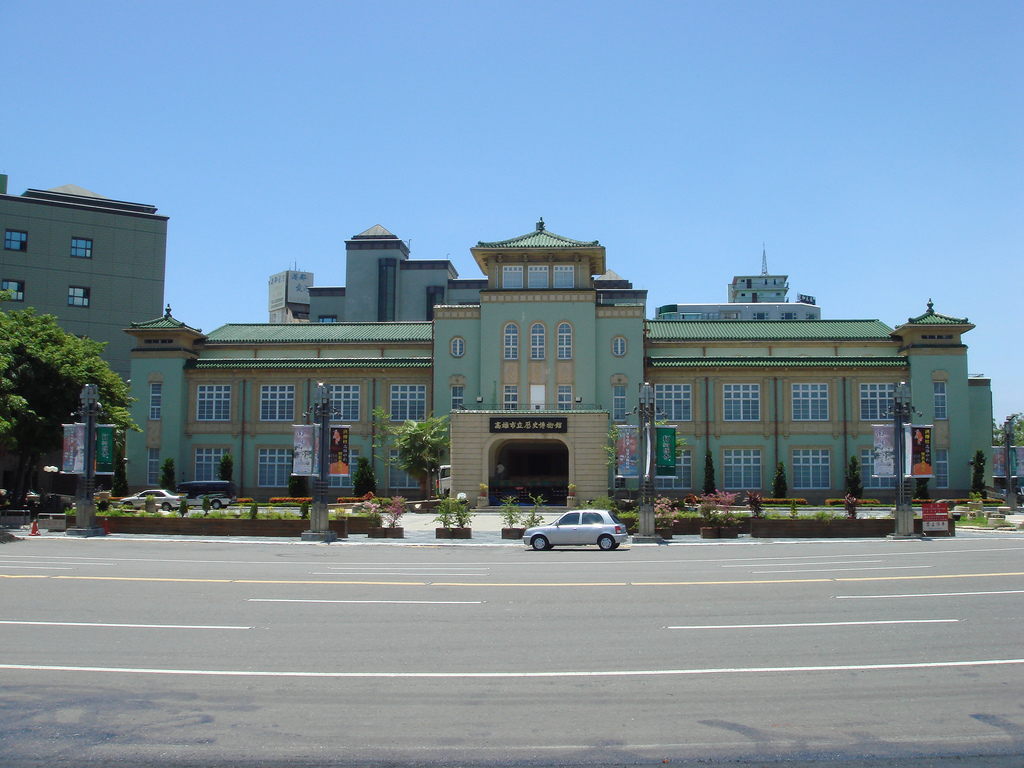
高雄市立歷史博物館（高雄市政府舊址）

- 1924年（大正13年），日本執政當局廢高雄郡與高雄街，設高雄市。高雄設市時成立的「高雄市役所」，當時的辦公廳舍即為今日的鼓山區哈瑪星代天宮址。
- 1939年（昭和14年），鑒於市中心東移，當局乃將市役所遷至榮町（今高雄市立歷史博物館，非高雄州廳）。
- 1992年（民國81年）1月18日，高雄市政府搬遷至四維路、苓雅區四維國小西南方新築之市政大樓，並命名為「高雄市政府合署辦公大樓」，俗稱「新市府」。
- 2010年（民國99年）12月25日，原高雄市與臺灣省高雄縣合併升格為高雄市，位於苓雅區的高雄市政府合署辦公大樓稱四維行政中心，而位於鳳山區的前高雄縣政府辦公大樓稱鳳山行政中心。
- 由於合併升格後的高雄市政府公務員額有1萬5,400名，目前兩處辦公廳舍均不能單獨容納市府所有人員，加上分散兩地辦公恐影響辦公效率，未來將擇地新建市政大樓，目前提議地點有高雄新市鎮二期（位於橋頭捷運青埔站東側）、中油高雄煉油總廠遷廠後原址、凹子底（龍華國小舊校區）、205兵工廠等處[2]，但2012年1月30日高雄市市長陳菊指出高雄市新市政中心大樓，興建經費至少需要新台幣150億元，以現今高雄市政府的財政來說，再過十年、二十年恐怕都有困難，因此，有關興建新的行政中心大樓，市府將再研究[3]。
- 2012年（民國101年）12月21日，鳳山行政中心前棟大樓因為建物老舊，市府委請專業技師鑑定，該建築未達安全耐震標準，且部分建物未領有使用執照，市府決定拆除重建動工。
- 2013年（民國102年）12月，鳳山行政中心前棟整建工程完工。計有水利局、教育局、海洋局、觀光局、原住民事務委員會進駐合署辦公。
- 2018年4月18日，高雄市都發局局長李怡德表示市府現階段並無興建新市政中心規劃，未來仍需經過不斷溝通，來形成共識[4]。

## 組織架構
高雄市政府所轄組織，在市長及副市長之下，轄有32個一級機關（包括25個局，4個處，3個委員會）及35個區公所，另外還包括處/院/所/館/中心等138個二級機關以及1所市立大學與355所學校（高級中等學校至幼兒園），並監督3個具有地方自治權的山地原住民區。
高雄市政府並置市政會議為市政最高決策機構，市長在重要決策或向高雄市議會提交法案前均先由市長會同市政會議通過。市政會議每週舉行一次，由市長、副市長、秘書長、副秘書長、局長、處長、委員會主任委員、與市長指定之人員組成。
高雄市政府另依行政法人法成立了3個專業行政法人機構，機構首長由法人董事會任命，並由董事會審議核定營運方針、發展目標、預算及績效等；行政法人機構並非市府下轄機關，不受市府管轄，但市府依法為行政法人機構之監督機關，進行營運績效之評鑑，並就專業人員遴選聘任為董、監事會成員。
- 市長（民選產生）
  - 副市長（3名，比照簡任第十四職等，任期與市長同）
  - 秘書長（1名，簡任第十三職等至第十四職等，由市長依法任命）
  - 副秘書長（3名，簡任第十二職等至第十三職等，由市長依法任命）
    - 參事（8名，簡任第十二職等，由市長依法任命）
    - 技監（3名，簡任第十二職等，由市長依法任命）
    - 顧問（5名，簡任第十二職等，由市長依法任命）
    - 參議（12名，內4人列簡任第十一職等，其他8人列簡任第十職等，由市長依法任命）

### 所屬一級機關
直轄市政府所屬一級機關依業務性質而有不同名稱，包含局、處、委員會等，互為平行之府外下轄機關，與一般縣（市）政府之「府外局，府內處」有所不同。
| \| - 高雄市政府工務局 - 高雄市政府文化局 - 高雄市政府警察局 - 高雄市政府消防局 - 高雄市政府交通局 - 高雄市政府青年局 - 高雄市政府新聞局 - 高雄市政府民政局 - 高雄市政府地政局 - 高雄市政府財政局 - 高雄市政府教育局 - 高雄市政府法制局 - 高雄市政府海洋局 - 高雄市政府觀光局[5] - 高雄市政府農業局 \| - 高雄市政府衛生局 - 高雄市政府水利局 - 高雄市政府社會局 - 高雄市政府勞工局 - 高雄市政府環境保護局 - 高雄市政府捷運工程局 - 高雄市政府經濟發展局 - 高雄市政府都市發展局 - 高雄市政府毒品防制局 - 高雄市政府運動發展局 \| | - 高雄市政府行政暨國際處 - 高雄市政府人事處 - 高雄市政府主計處 - 高雄市政府政風處 - 高雄市政府研究發展考核委員會 - 高雄市政府原住民事務委員會 - 高雄市政府客家事務委員會 - 高雄市立空中大學                           |
| - 高雄市政府工務局 - 高雄市政府文化局 - 高雄市政府警察局 - 高雄市政府消防局 - 高雄市政府交通局 - 高雄市政府青年局 - 高雄市政府新聞局 - 高雄市政府民政局 - 高雄市政府地政局 - 高雄市政府財政局 - 高雄市政府教育局 - 高雄市政府法制局 - 高雄市政府海洋局 - 高雄市政府觀光局 - 高雄市政府農業局 | - 高雄市政府衛生局 - 高雄市政府水利局 - 高雄市政府社會局 - 高雄市政府勞工局 - 高雄市政府環境保護局 - 高雄市政府捷運工程局 - 高雄市政府經濟發展局 - 高雄市政府都市發展局 - 高雄市政府毒品防制局 - 高雄市政府運動發展局 |

### 監督行政法人
- 高雄市立圖書館
- 高雄市專業文化機構
- 高雄流行音樂中心

### 所屬派出機關
| - 三民區公所 - 鳳山區公所 - 前鎮區公所 - 左營區公所 - 苓雅區公所 - 楠梓區公所 - 小港區公所 - 鼓山區公所 - 大寮區公所 | - 岡山區公所 - 林園區公所 - 仁武區公所 - 新興區公所 - 路竹區公所 - 大樹區公所 - 美濃區公所 - 鳥松區公所 - 旗山區公所 | - 梓官區公所 - 橋頭區公所 - 大社區公所 - 茄萣區公所 - 燕巢區公所 - 阿蓮區公所 - 旗津區公所 - 前金區公所 - 湖內區公所 | - 鹽埕區公所 - 彌陀區公所 - 內門區公所 - 六龜區公所 - 永安區公所 - 杉林區公所 - 田寮區公所 - 甲仙區公所 |

### 監督地方行政機關
2014年12月25日成立3個直轄市山地原住民區，由市府派出機關改制為具有地方自主權的「地方行政機關」，受高雄市政府監督，兼執行所委事項。
- 桃源區公所
- 那瑪夏區公所
- 茂林區公所

### 所屬事業機構和媒體
- 高雄市政府財政局動產質借所（所屬二級機關）
- 高雄市輪船股份有限公司（持股100%）
- 高雄港區土地開發公司（持股49%）
- 高雄廣播電台（新聞局所屬）

## 外部連結
- 高雄市政府全球資訊網（繁體中文）（英文）
- 高雄市政府的Facebook專頁